# Coşkun Taş
Coşkun Hikmet Taş (* 23. April 1934 in Aydın; † 11. November 2024 in Köln-Longerich) war ein türkischer Fußballspieler. Der Allrounder, der die deutsche Staatsangehörigkeit besaß, nahm mit der A-Nationalmannschaft an der Weltmeisterschaft 1954 teil und gilt als einer der ersten Türken im deutschen Erstligafußball.

## Werdegang
Taş begann mit dem Fußballspielen in seiner Heimatstadt bei Aydınspor. Ab 1949 spielte er mit einer Sondergenehmigung bei der Männermannschaft, ehe er nach seinem Abitur 1951 zum Studium nach Istanbul zog. Dort fand er in Beşiktaş Istanbul seinen Verein und entwickelte sich als linker Verteidiger im folgenden Jahr zum Nationalspieler. Mit der Landesauswahl qualifizierte der zum Offensivspieler umfunktionierte 20-Jährige sich nach Losentscheid – das entscheidende Qualifikationsspiel gegen Spanien endete nach Verlängerung unentschieden – Elfmeterschießen gab es seinerzeit noch nicht – für das Weltmeisterschaftsturnier in der Schweiz 1954. Dort kam er lediglich im zweiten Gruppenspiel gegen die deutsche Nationalmannschaft, das mit einer 2:7-Niederlage endete und das vorzeitige Ausscheiden bedeutet, zum Einsatz. Dabei bereitete er den zwischenzeitlichen 1:2-Anschlusstreffer durch Mustafa Ertan, der via Kopfball sein erstes Länderspieltor erzielte, in der 21. Spielminute vor.
Bei Beşiktaş lief Taş parallel zu seinem Studium bis 1959 auf und gewann zweimal die türkische Meisterschaft. Nach Abschluss des Studiums wollte er nach Deutschland, da sein Vater zwischen 1913 und 1917 in dem Land gelebt und als Bauzeichner gearbeitet hatte. Auf Eigeninitiative reiste er nach Köln, um beim 1. FC Köln vorspielen zu können. Der Präsident des Klubs Franz Kremer entschied sich zur Verpflichtung von Taş, der damit als einer der ersten Türken im deutschen Fußball der höchsten Liga spielte und als erster türkischer Spieler beim FC. Zudem war er zu diesem Zeitpunkt einer von 18 Türken in ganz Köln, inklusive des Personals im Konsulat.
1960 zog Taş mit der Mannschaft als Westmeister in die Meisterschaftsendrunde 1960 ein, in der ihn sein Trainer Oswald Pfau in allen Spielen einsetzte. Als Gruppenerster gelang der Einzug ins Endspiel um die deutsche Meisterschaft gegen den Hamburger SV. Bei der 2:3-Niederlage im Frankfurter Waldstadion wirkte er jedoch nicht mit; es wird kolportiert, dass Kremer ausschließlich deutsche Spieler im Finalspiel aufgestellt haben wollte. Die FAZ bezeichnete dies im Jahr 2024 offen als Diskriminierung. In der folgenden Spielzeit verlor Taş seinen Stammplatz, da er sich auf seine berufliche Laufbahn konzentrierte. Er entschied sich zudem, an der Sporthochschule Köln bei Hennes Weisweiler eine Trainerausbildung zu absolvieren. Daher wollte er in der Region bleiben und verließ den Klub in Richtung Bonner FV, bei dem er in der zweiten Liga spielte. 1962 nahm er ein Angebot der Kölner Ford-Werke an, in der Abteilung für Verkaufsplanung zu arbeiten und parallel als Trainer die Betriebsmannschaft zu betreuen. Später war er bei SC Viktoria Köln tätig.
Nach seiner Karriere arbeitete Taş als Systemanalytiker bei den Ford-Werken in Köln, blieb aber dem Fußballsport weiterhin verbunden und war beim Fußball-Verband Mittelrhein als Offizieller und Ausländer-Beauftragter tätig. Ab 1959 lebte er in Deutschland und war mit einer Deutschen verheiratet, die 2018 verstarb. 2013 erhielt er den Verdienstorden des Landes Nordrhein-Westfalen für seine Verdienste um die Integration im Fußball. Taş nahm zwischenzeitlich die deutsche Staatsangehörigkeit an.
Taş verstarb im November 2024 im Alter von 89 Jahren in Köln. 

## Vereine und Teams
Als Spieler:
- 1949–1951 Aydınspor
- 1952–1959 Beşiktaş Istanbul
- 1954 Türkische Nationalmannschaft
- 1959–1961 1. FC Köln
- 1961–1963 Bonner FV

Als Trainer:
- 1969–1970 TuS Lindlar
  - 1969: Taş wird Trainer von TuS Lindlar
  - 1969/70: Landesliga-Meister und Aufstieg in die Verbandsliga Mittelrhein
- 1970–1971 VfL Engelskirchen
  - 1970: Taş wird als Nachfolger von Wolfgang Müller neuer Trainer beim VfL Engelskirchen in der 1. Kreisklasse Oberberg (6. Liga).
  - 1971: Taş tritt mit sofortiger Wirkung von seinem Amt als Trainer des VfL Engelskirchen zurück.
- 1971 SC Viktoria Köln
- 1977–1978 VfL Gummersbach
  - 1977/78: Trainer beim VfL Gummersbach in der Landesliga Mittelrhein, Staffel 1 (4. Liga)
  - 1978: Trainer beim VfL Gummersbach in der Landesliga Mittelrhein, Staffel 1 (5. Liga)
  - 27. August 1978: Taş wird vom Vorstand vorzeitig aus seinem Vertrag entlassen.
- CfB Köln-Niehl

## Statistik
- Oberliga West
18 Spiele; 4 Tore
- Endrunde um die deutsche Meisterschaft
6 Spiele; 3 Tore
- Westpokal
4 Spiele; 1 Tor

## Erfolge
- Dritter UEFA-Juniorenturnier 1953
- Gewinner des türkischen Federation Cup 1957/1958
- Teilnahme am European Champions’ Cup 1958/1959
- Finalist Deutsche Fußballmeisterschaft 1960
- Meister der Landesliga (TUS Lindlar): 1969/70
- Verdienst-Orden des Landes Nordrhein-Westfalen für seine Integrationsarbeit im Sport 2013